# ディンギル帝国の戦闘艦
ディンギル帝国の戦闘艦（ディンギルていこくのせんとうかん）は、『宇宙戦艦ヤマト 完結編』に登場するディンギル帝国に所属する架空の戦闘艦の一覧。

## 概要
デザイン上の特徴として後部に噴射ノズルの類が見られず、かわりにレンズのような見た目の突起部分が光り輝くことで推進力を得ている。また、唯一デザイン担当の異なるカリグラ級を除けば、艦体前寄りの艦橋・T字状のフィンなどの共通点も持つ。そのほか、一部を除く艦の塗装には、ストライプに近いラインが入っている。
波動エンジンなどの半永久機関を実用化している地球やガミラス等の勢力と違い、ワープ技術は有しているものの、活動するのにエネルギー源として「反波動粒子体」というものが必要であり、艦艇の稼働時間や航続距離に制限がある。劇中ではそこを突かれて、燃料補給中に移動要塞母艦がヤマトの砲撃に叩かれ、補給途中であった主力艦隊が連鎖誘爆で壊滅する被害に遭っている。
主砲は3〜4連装のガトリング砲となっている。設定上は発砲の際に砲身が回転する事になっているが、劇中ではこの回転描写がまったく表現されておらず、ただの多連装エネルギー砲としてしか描かれなかった。

## 移動要塞母艦
デザイン担当は辻忠直。太陽系制圧艦隊の母艦であり、補給基地を担う。

## 巨大戦艦ガルンボルスト
デザイン担当は辻忠直。
ディンギル帝国の「太陽系制圧艦隊」の旗艦であり、ルガール・ド・ザールの座乗艦でもある大型戦艦。ドウズ型の超弩級戦艦で、全長はヤマトの2倍近い。本艦のみならず複数の同型艦が存在し、ディンギル艦隊の主戦力の一角を占めている。武装は艦首に4連装ガトリング・インパルス・キャノン1基を持つが、このキャノン砲の八角形の形状は古代シュメール文字における神、すなわち「ディンギル」を象っている。その他に連装巨大砲10基、3連装大型ガトリング砲1基、3連装ガトリング砲8基が確認できる。左右両舷には艦載機発進口がある。
当初は艦体表面にストライプパターンのカラーリングを施される予定であったが、実際の劇中では全体が灰色の一色塗りであった。
艦名について、ディンギル帝国系の名称は、地球の古代文明に関連する言葉を連想させるものが多く、本艦はその法則からは外れている。しかし、公式集である豪華愛蔵本『スーパーデラックス版 宇宙戦艦ヤマト完結編』のp. 65をはじめ、劇場公開当時の複数のアニメ雑誌で「ガルンボルスト」と記して紹介されている例はある。また、日本コロムビア発売の音楽集でも「超巨大戦艦ガルンボルスト」というBGMが収録されており、公式で使用されていた名称であることは事実である。

劇中では、太陽系制圧艦隊に同型艦複数と共に配備され、避難船団およびスペースコロニーへの襲撃に参加。冥王星会戦においては目立った活躍を見せることなく敗北。本艦ただ1隻のみが都市衛星ウルクに逃げ帰る羽目になる。その後のアクエリアス上空戦では同型艦が数隻ヤマトに攻撃をかけているが、波動砲により全艦撃沈される。

## カリグラ級中型戦艦
デザイン担当は出渕裕。
艦隊の主力となる宇宙戦闘艦である。設定画に書かれた名称は「カリグラ級高機動巡洋戦艦」であるが、大抵の資料では「中型戦艦」と表記される。中型とはいえ、これはあくまでディンギル帝国軍内での比較であり、大きさはヤマトをはじめとする地球の戦艦群を上回る。武装は艦首部の4連装ガトリング・インパルス・キャノン1基、艦橋周囲に主砲として3連装ガトリング砲4基、艦体下部に2基で計6基、艦橋部にはさらに引き込み式の球形4連装副砲を4基、後部に6連装イオン・キャノン・ランチャー1基。艦尾にはメイン推進器とサブ推進器をそれぞれ2基並列に搭載している。
ディンギル帝国兵器全般の特徴である、T字型のスタビライザーを持たない。

劇中では多数が登場するが、黒いカラーリングのため漆黒の宇宙に溶け込んでしまうこと、艦隊戦の描写が少ないこと、さらにハイパー放射ミサイルの強烈な印象の影に隠れて目立っていない。

## 巨大空母
デザイン担当は辻忠直。
ヤマトの2倍以上の大きさを誇る大型空母。搭載機数は120機。外観上わからないが艦内中央部は多層式（計5段）になっている。最上段は大型機の駐機用、他4段は後ろ半分が小型機駐機用、前半分はその発進用である（最下段は前半分しかなく、駐機スペースは無い）。大型機は艦首部分から発進する。艦尾上方に大きなドームがあるが、ここは内部が螺旋式の滑走路となっており艦載機用の自動補給エリアである。ドーム後ろの開口部から飛び込んだ航空機は、ここを通過するだけで自動的にエネルギー補給を受けることが可能である（ただし、ミサイルなどの実体弾兵器まで補給されるかどうかは不明）。
その特異な形状により、移動要塞母艦の艦内に収まらず、自艦のエネルギー補給の際には要塞母艦の側面に接舷される。

劇中ではルガール・ド・ザール率いる「太陽系制圧艦隊」に所属し、太陽系内の各惑星基地や地球本土の空襲を行う。その後、冥王星海戦にて補給中にヤマトの長距離砲撃を受け、他の艦船とともに沈む。

## 水雷母艦
デザイン担当は辻忠直。
ディンギル帝国機動艦隊主力艦のひとつ。格納庫に水雷艇を多数搭載・運用する。艦自体にも、3連装ガトリング主砲12基、それよりも大きい3連装大型ガトリング砲1基、引き込み式球形4連装副砲8基と、ある程度の武装が施されている。水雷艇発進の際は艦首両側面のハッチが開き2機ずつの発進を行うが、構造的には発進甲板は2段式で、片舷につき上段3機、下段4機分の、カタパルトのような発進設備があり、同時最大発進機数は14機である（実際の映像では滑走しながら飛び立っており、この発進設備の設定が生かされていない）。
本艦の設定画には比較対象としてヤマトのシルエットが描かれているが、それを見るとヤマトよりも若干大きい。しかし『完結編』のメカニック対比表では、逆にヤマトよりやや小さめであり、艦の大きさについては、公式設定においても統一性が無い。
太陽系制圧艦隊に配備された数隻は、水雷戦隊によって地球防衛軍の主力艦隊を全滅させることに成功するほか、冥王星会戦においては1度目の攻撃で残存地球艦隊の駆逐艦を「冬月」を残し全艦撃沈した。しかし、第2次攻撃に備えて移動要塞母艦から燃料補給を受けているところで、ヤマトの長距離射撃を受ける。この砲撃およびそれに伴う移動要塞の爆発に巻き込まれたため、全艦が撃沈される。
回遊惑星アクエリアスにおける戦闘においても水雷戦隊を用いてヤマト攻撃に向かったが、水雷戦隊（ハイパー放射ミサイル）が無力化され、戦果を挙げるには至らなかった。

## プレ・ノア
デザイン担当は辻忠直。
ディンギル帝国の祖となった地球の先住民が水惑星アクエリアス接近による地球水没の際、原ディンギル星人によって救い上げられた際に使用された宇宙船（もしくはそれに酷似した形状の宇宙船）。大神官大総統ルガールの脱出用艦船として、都市衛星ウルクの神殿下部に隠されていた。原ディンギル型円盤と呼称される。
木製のエジコを上下逆にした形状をしており、左右両舷にはディンギル帝国特有のT字翼を持つ。塔型艦橋はないが前面に戦闘指揮所があり、底部にある、円盤部が推進および浮遊装置である。火砲は、3連装ガトリング砲を艦体周囲に360度取り巻くように配備しているほか、戦闘指揮所の直下に巨大砲が格納されている。
遙か昔に現ディンギル人に滅亡させられた、原ディンギル人が建造した（もしくは原ディンギル人の技術のみを用いた）宇宙船であるが、現ディンギル艦艇と違って、燃料補給が不必要なのかは語られていない。

ウルクの自爆にともなって配下の岩石ロケットとともに脱出し、トリチウムを満載したヤマトを捕捉して包囲するが、ミサイルの発射態勢に入ったところをデスラー艦隊に襲撃され、デスラー砲によって撃沈される。なお、アーケードゲーム『宇宙戦艦ヤマト』（1985年、TAITO）では波動砲で撃沈される。

## 岩石ロケット
デザイン担当は辻忠直。
ディンギル帝国の保有する小型宇宙船である。大きさはヤマトの半分から3分の1程度。常用ではなく非常時に備えた緊急脱出用艦船であるが、艦体サイズに見合わぬ重武装である。
いわゆるアステロイドシップ（隕石宇宙船）の一種で、外観は岩塊をそのまま利用した形状をしており、艦橋をはじめとする装備は艦体に埋没しているので、遠目には小惑星にしか見えない。戦闘時には上部前寄り部分から艦橋が、左右両舷からT字型スタビライザーが、そして艦首をはじめとする各所から主砲の3連装ガトリング・インパルス・カノンなどの各種武装がせり上がってくる。
後部には球形に盛り上がった、特殊な円形推進装置を備える。航行の際にはこの部分が発光する。艦橋内部のデザインも設定されたが、劇中には登場しなかった。

大神官大総統ルガールの配下たちの脱出用として、都市衛星ウルクの神殿地下に隠されていた。ほぼウルクの岩盤と一体化しているため、その自爆に伴って岩盤から多数が分離した後にルガールのプレ・ノアと共に艦隊を組み、トリチウムを満載したヤマトを包囲する。しかし、ミサイルの発射態勢に入ったところをデスラー艦隊に奇襲されて全滅する。